# Luster (film)
Luster è film drammatico a tematica LGBT del 2002 diretto da Everett Lewis.